# Asilah

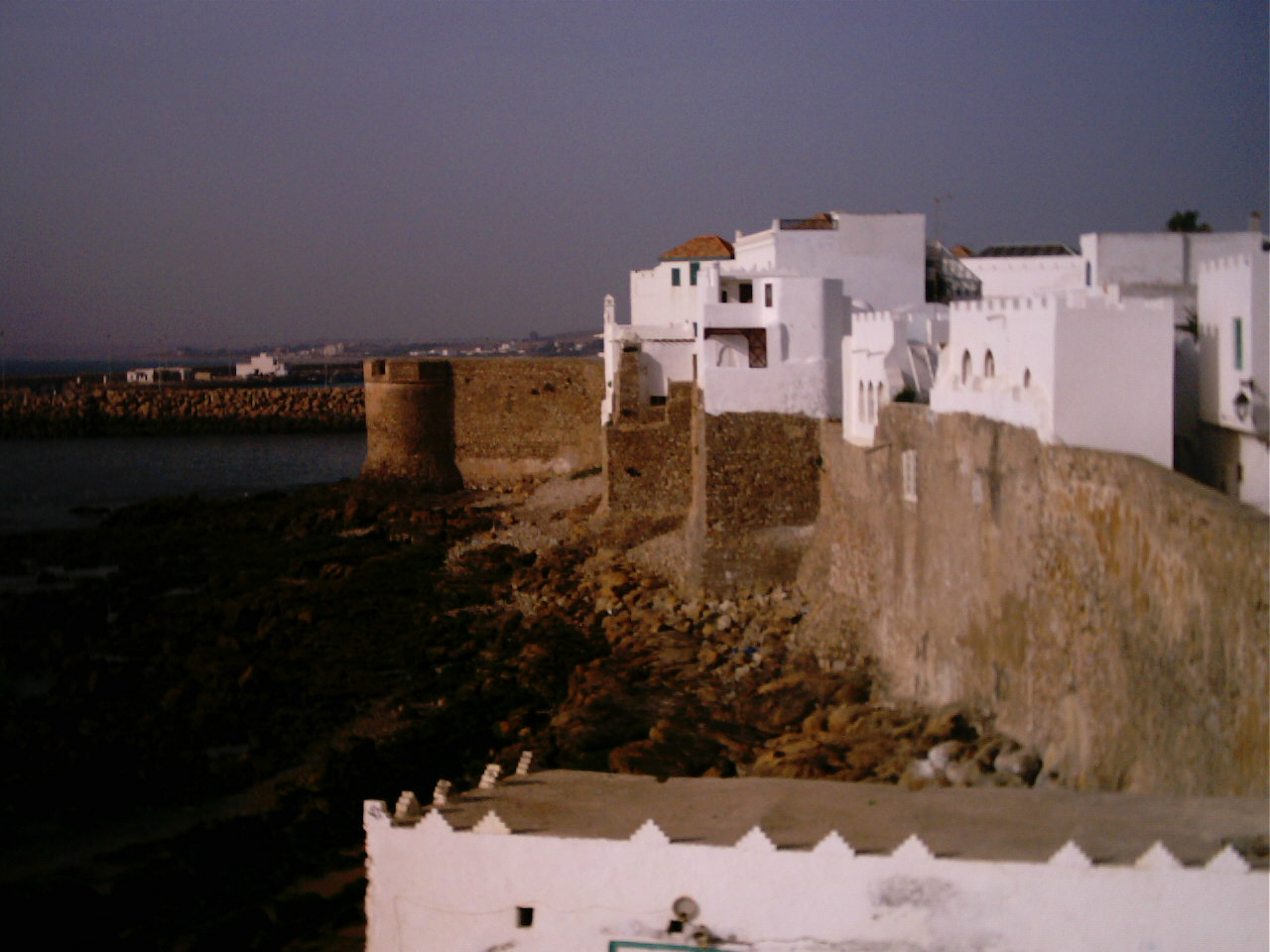
Asilah

Asilah este un oraș în Maroc.